# Francisco Gamboa
Francisco Gamboa Gómez (nació el 20 de julio de 1985 en Guadalajara, Jalisco) es un exfutbolista mexicano que jugaba de lateral derecho y su último equipo fue el Atlante FC de la Liga de Expansión MX. Actualmente es asistente técnico de Antonio Mohamed en el Deportivo Toluca Fútbol Club.

## Carrera
Francisco Gamboa debutó en la Primera División de México el 25 de septiembre de 2005 en Zapopan, Jalisco cuando el Toluca visitó a los Tecos de la UAG en la jornada 9 del campeonato, partido ganado por el club dirigido en ese entonces por el entrenador argentino Américo Rubén Gallego.
En su carrera profesional ganó tres títulos de Liga con el Deportivo Toluca Fútbol Club (Apertura 2005 y 2008 y el Bicentenario 2010) y un Campeón de Campeones de México. 

## Clubes
| Club         | País   | Año             |
| ------------ | ------ | --------------- |
| Toluca F.C.  | México | 2005 - 2016     |
| Atlante F.C. | México | 2017 - Presente |

## Palmarés
| Torneo                         | Club             | País   | Año       |
| ------------------------------ | ---------------- | ------ | --------- |
| Apertura 2005                  | Deportivo Toluca | México | 2005      |
| Campeón de Campeones de México | Deportivo Toluca | México | 2005-2006 |
| Apertura 2008                  | Deportivo Toluca | México | 2008      |
| Bicentenario 2010              | Deportivo Toluca | México | 2010      |

- Datos: Q2083778